# Dieu n'est pas mort 2
Pour plus de détails, voir Fiche technique et Distribution.
Dieu n'est pas mort 2 (God's Not Dead 2) est un film chrétien américain réalisé par Harold Cronk et sorti en 2016.

## Synopsis
La professeure d'histoire AP, Grace Wesley, une fervente chrétienne évangélique, remarque que l'une de ses étudiantes, Brooke Thawley, est distante à la suite du décès accidentel de son frère. Brooke, très impliquée dans ses études, remarque l'attitude remplie d'espoir de Grace et demande où Grace trouve son optimisme. Grace répond "Jésus" et Brooke commence à lire la Bible elle-même. Alors que Grace donne des conférences sur Mahatma Gandhi et Martin Luther King, Jr., Brooke demande si leurs enseignements pacifiques ont un rapport avec le récit biblique du sermon sur la montagne. Grace répond par l'affirmative et relie des parties des Écritures à ses enseignements. Un élève envoie immédiatement un message à ses parents au sujet de la classe et la réaction qui en résulte attise la colère de la directrice Kinney. Elle réprimande Grace en disant que la foi de l'enseignante obscurcissait son jugement. Grace est ensuite traduite devant la commission scolaire, qui l'informe qu'une action en justice sera intentée contre elle car elle a violé la séparation de l'église et de l'État. Le cas de Grace attire l'attention de Tom Endler, un jeune avocat de la défense catholique qui est prêt à l'aider alors qu'il est lui-même un incroyant.
Après avoir parlé à son ami Josh, Martin Yip, un étudiant, rend visite au pasteur David Hill (David R. White) pour lui poser plusieurs questions sur Dieu. L'ancienne blogueuse de gauche, Amy Ryan, se rend à l'hôpital pour vérifier son cancer, pour constater qu'il a miraculeusement disparu. Elle parle à Michael Tait, de Newsboys, qui l'encourage, affirmant qu'avec la foi, les prières peuvent être exaucées. Amy réfléchit à cela et, plus tard, fait de son blog un journal de ses aventures avec Dieu.
Le conseil scolaire porte la cause de Grace devant un juge de Little Rock, dans l'Arkansas, dans l'espoir d'obtenir son licenciement et de la dépouiller de sa licence d'enseignante, à moins qu'elle ne présente des excuses, ce que Grace refuse de faire. A la grande horreur de Brooke, le procureur Pete Kane déclare que le procès "prouvera une fois pour toutes que Dieu est mort". Son plaidoyer préliminaire suggère que la société des États-Unis va s'effondrer si Grace n'est pas reconnue coupable. Endler répond en déclarant que Grace faisait simplement son travail et que la loi séparant église et État a été écrite par Thomas Jefferson dans le but de protéger l'église et non de la persécuter. Kane construit un dossier solide contre Grace en présentant des témoins tels que les parents de Kinney et Brooke, ce qui incite Endler à repenser sa défense. Pendant ce temps, Brooke est solidaire de ses amis contre Kinney. La défense reçoit un autre coup lorsque son témoin clé, David, tombe malade. J. Warner Wallace, apologiste chrétien, est appelé à titre de témoin expert. Il soutient qu'il est illogique de penser que l'Évangile est un complot, car malgré la persécution et la mort, aucun des apôtres n'a jamais retiré les récits de la vision de Jésus ressuscité. Kane est surpris d'apprendre que Wallace était autrefois un athée converti au christianisme.
Amy encourage Brooke à suivre son cœur, malgré ce que les autres lui font faire. Martin est surpris de retrouver son père dans son dortoir universitaire. M. Yip reproche avec colère à Martin de suivre Dieu malgré les sacrifices de la famille. Martin refuse de nier Dieu, et M. Yip le renie, puis s'en va. Martin au cœur brisé se rend à l'église où il trouve Brooke. Ils parlent de Dieu et Martin finit par amener Brooke à Dieu. Plus tard, Brooke organise une manifestation pour soutenir Grace.
Brooke est autorisée à témoigner. Kane est capable de la faire croire en admettant que c'était Grace et non Brooke qui avait initié leur première conversation à propos de Jésus. Alors que Grace est de plus en plus découragée, Brooke et ses amis lui chantent une chanson pour tenter de lui donner un moral. Martin rend visite à David à l'hôpital avec son ami Jude et annonce qu'il se sent appelé comme pasteur en Chine. En utilisant une tactique pour positionner Grace en tant que témoin hostile, Endler demande au juge d'informer le jury de ne pas laisser leur parti pris ou leurs préjugés interférer avec leur verdict.

## Fiche technique
- Dates de sortie :
  - États-Unis : 1er avril 2016
  - France : 15 mars 2020

## Réception

### Box-office
Le film a récolté 23,5 millions de dollars au box-office mondial
pour un budget de 5 millions de dollars.

### Critiques
Metacritic a enregistré une note de 22/100 des critiques .
Rotten Tomatoes a enregistré une note de 10% des critiques et 62% de l’audience .